# ISO 3166-2:NL
کد ISO 3166-2:NL بخشی از استاندارد ایزو ۳۱۶۶ برای کشور هلند است که توسط سازمان بین‌المللی استانداردسازی ISO تنظیم شده‌است این سازمان، کدهای استاندارد را برای تقسیمات کشوری (ایالت‌ها یا استان‌های) کشورهای فهرست شده در استاندارد ایزو ۳۱۶۶-۱ تعریف می‌کند.
هر کد شامل دو بخش می‌گردد که توسط علامت - جدا می‌گردند.
- بخش نخست NL که در ایزو ۳۱۶۶-۱ آلفا-۲ کد کشور هلند است.
- بخش دوم شامل یک یا دو یا سه حرف است که بیان کننده استان یا ایالت کشور هلند می‌باشد.

## کدها
| #  | کدها  | استان            |
| -- | ----- | ---------------- |
| 1  | NL-DR | درنته            |
| 2  | NL-FL | فلیوولاند        |
| 3  | NL-FR | فریسلاند         |
| 4  | NL-GE | خلدرلاند         |
| 5  | NL-GR | خرونینگن (استان) |
| 6  | NL-LI | لیمبورخ (هلند)   |
| 7  | NL-NB | برابانت شمالی    |
| 8  | NL-NH | هلند شمالی       |
| 9  | NL-OV | افریسل           |
| 10 | NL-UT | استان اوترخت     |
| 11 | NL-ZE | زیلاند           |
| 12 | NL-ZH | هلند جنوبی       |